# Peninsula Arnhem

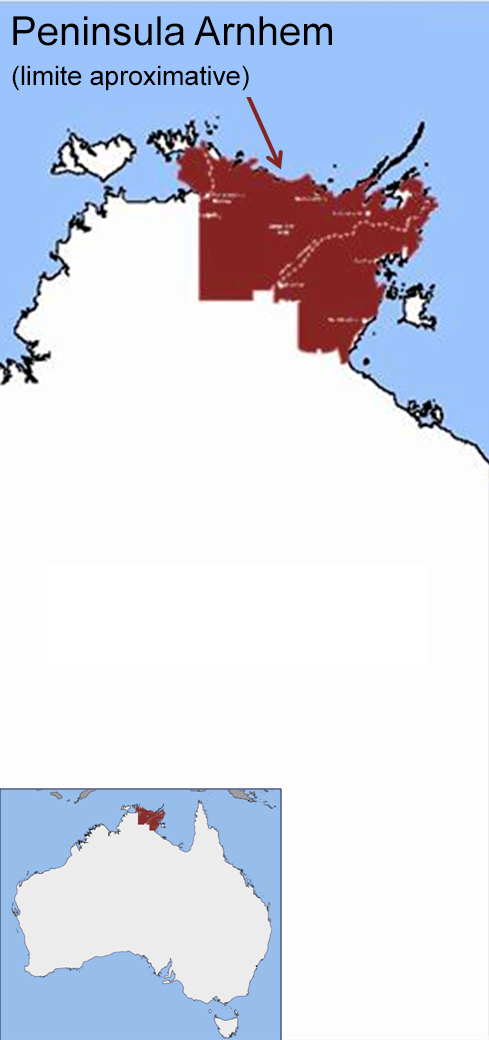
Peninsula Arnhem

Peninsula Arnhem este o peninsulă aflată în nord-estul Australiei, în Teritoriul de Nord, între Port Roper și Golful Carpentaria, până la râurile Alligator, care îl desparte de Parcul Național  Kakadu. El este un teritoriu locuit de aborigeni, ce are o suprafață de 97.000 km² cu o populație de 20.000 de loc.

## Cultură
Nu departe de orașul Katherine a fost descoperită în anul 2010 peștera Nawarla Gabarnmang, cea mai veche peșteră cu picturi murale aborigene din Australia (28.000 ani), respectiv una din cele mai vechi din lume.